# Ralph Faudree
Ralph Jasper Faudree (23 tháng 8 năm 1939 – 13 tháng 1 năm 2015) là nhà toán học người Mỹ chuyên về toán học tổ hợp, đặc biệt lý thuyết đồ thị và lý thuyết Ramsey.
Ông đã xuất bản trên 150 bài khảo cứu toán học về các đề tài nói trên, chung với các nhà toán học nổi tiếng như Bela Bollobas, Stefan Burr, Paul Erdős, Ron Gould, András Gyárfás, Brendan McKay, Cecil Rousseau, Richard Schelp, Miklós Simonovits, Joel Spencer và Vera Sós.
Số Erdős của ông là 1. Từ năm 1976, ông đã cùng viết chung với Paul Erdős trên 50 bài khảo cứu  Lưu trữ ngày 2 tháng 11 năm 2007 tại Wayback Machine. Ông cũng là một trong 3 nhà toán học viết chung với Erdős nhiều nhất.  Lưu trữ ngày 2 tháng 11 năm 2007 tại Wayback Machine
Hiện nay ông là giáo sư kiêm giám đốc hành chính quản trị ở Đại học Memphis.

## Giải thưởng
- Huy chương Euler 2005